# 热罗姆·莫伊索
热罗姆·莫伊索（法語：Jérôme Moïso，1978年6月15日—），法国职业篮球运动员，曾效力于美国NBA联盟。他在2000年的NBA选秀中第1轮第11顺位被波士顿凯尔特人选中。